# 문명왕후
문명왕후(文明王后, ?~?)는 신라 태종무열왕의 왕후로, 이름은 문희(文姬), 아명은 아지(阿之)이다. 소판(蘇判) 김서현(金舒玄)의 차녀로, 김유신의 둘째누이이다. 인물과 지혜가 뛰어났는데, 언니인 보희의 꿈을 사서 김춘추와 결혼하게 되었다는 전설이 전해진다. 《삼국유사》에서는 훈제부인(訓帝夫人)으로 불린다.

## 설화
문명왕후의 언니 보희가 서형산(西兄山) 위에서 소변을 보았는데, 그 소변이 서라벌을 가득 채우는 꿈을 꾸었다. 망측한 꿈이라고 여긴 보희는 동생 문희에게 그 이야기를 하였는데, 문희가 꿈을 사고 싶다고 하여 보희는 비단치마를 받고 꿈을 동생에게 팔았다.
열흘 뒤 김유신의 집에 놀러온 김춘추가 공을 차고 놀다가 옷끈이 떨어졌다. 김유신이 보희를 불러 옷을 꿰매라 시켰는데, 보희가 이를 마다하였고, 문희가 대신 나와 옷끈을 꿰매었다. 김춘추는 문희의 빼어난 미모를 보고 마음이 끌려 그 뒤로 자주 김유신의 집에 들르게 되었고, 문희는 김춘추의 아이를 회임하였다. 김유신은 결혼 전의 처녀가 아이를 배었다고 꾸짖고 주위 사람들에게 일부러 누이를 죽이겠다는 소문을 내었다.
얼마 뒤 선덕여왕이 궁을 나와 남산으로 나들이 행차를 하게 되었는데, 김유신이 여왕의 행차를 기다려 장작더미에 불을 붙였다. 멀리서 연기가 피어오르는 것을 보고 놀란 여왕이 무슨 일인지를 묻자 신하들이 김유신의 누이가 처녀의 몸으로 임신을 하여 태워죽이려 한다고 고하였다. 선덕여왕이 그 아버지가 누구냐고 묻자 듣고 있던 김춘추의 안색이 변했다. 사정을 짐작한 선덕여왕은 김춘추에게 문희를 구하라고 하였고, 김춘추는 말을 타고 달려가 왕명을 전하고 그녀와 혼인하였다.

## 설화의 의문점
김춘추는 603년생이고 632년에 선덕여왕이 즉위했을 때에는 서른 살이다. 만약 선덕여왕의 명으로 문희와 결혼했다면, 아이를 낳았을 때는 632년 이후여야할 것이다. 하지만, 김춘추와 문희의 첫번째 아들인 김법민(문무왕)이 626년생으로, 문희가 김법민을 임신했을때는 선덕여왕이 즉위하기 5년전인 진평왕 때라는 것이 된다. 즉, 설화의 시기가 맞지 않음이 드러난다. 또, 김춘추가 문희와 결혼하는 것에 적극적으로 나서지 못한 이유로는 신라 왕족이 아닌 멸망한 가야의 왕족과 결혼한다는 것이 자칫 자신의 약점이 될 수 있다는 이유와 이미 김춘추에게는 첫번째 부인이 있었다는 이유가 있다. 만약, 첫번째 이유가 맞다면 위 설화를 통해 신라 왕족과 가야 왕족의 결혼이라는 극적인 연출을 하려는 목적이 아닐까하고 추측해볼 수 있다. 만약 두번째 이유라면 김춘추의 딸인 고타소의 나이와 대야성에서의 이야기를 통해 첫번째 부인이 있었음을 추측해볼 수 있기 때문이다. 하지만, 첫번째 부인에 대한 기록이 남아있지 않아 정확치 않다.

## 가계
- 증조부 : 가락국 10대 구형왕(仇衡王)
- 증조모 : 계화부인(桂花夫人)
- 조부 : 김무력(金武力)
- 조모 : 아양공주(阿陽公主), 신라 제 24대 진흥왕과 사도왕후의 딸
  - 아버지 : 김서현(金舒玄) - 필사본 《화랑세기》는 법흥왕비 보도부인의 이종조카라고 했다.
- 외증조부 : 입종갈문왕(立宗葛文王)
- 외증조모 : 지소태후(只召太后), 신라 제 23대 법흥왕과 보도부인의 딸
- 외조부 : 숙흘종(肅訖宗)
- 외조모 : 만호태후(萬呼大后), 풍월주 이화랑과 지소태후의 딸
  - 어머니 : 만명부인(萬明夫人) 
    - 오빠 : 김유신(金庾信, 595년 ~ 673년)
    - 오빠 : 김흠순(金欽純, 598년 ~ 680년)
    - 언니 : 김보희(金寶姬)
    - 남편 : 신라 제29대 태종무열왕(太宗武烈王, 604~661, 재위:654~661)
      - 장남 : 신라 제30대 문무왕(文武王, 626~681, 재위:661~681)
      - 며느리 : 자의왕후(慈儀王后, ? ~681)- 진흥왕과 사도부인 사이에 태어난 둘째아들 구륜공의 아들 선품공의 장녀(長女)이다. 진골정통계이다.
        - 손자 : 신문왕(神文王, ? ~692, 재위:681~692)

      - 차남 : 김인문(金仁問, 629~694)
      - 삼남 : 김문왕(金文王) - 강릉 김씨의 선조
      - 사남 : 김노차(金老且)
      - 오남 : 김지경(金智鏡)
      - 육남 : 김개원(金愷元)
      - 딸 : 지소공주(智炤夫人) - 김유신이 60살 되던 해에 하가

## 문명왕후가 등장하는 작품
- 《원효대사》 (KBS, 1986년~1986년, 배우 : 최선자)
- 《삼국기》(KBS, 1992년 ~ 1993년 배우:김보미
- 《연개소문》(KBS, 2006년 ~ 2007년 배우:이매리, 전혜상, 배나연)
- 《대왕의 꿈》(KBS, 2012년 ~ 2013년 배우:린아)
- 《한국사기》(KBS, 2017년~2017년, 배우:신유주

## 참고 문헌
- 일연, 《삼국유사》 (1281) 〈기이〉 태종춘추공(大宗春秋公)條